# (1079) Mimosa
(1079) Mimosa ist ein Asteroid des äußeren Hauptgürtels, der am 14. Januar 1927 vom US-amerikanischen Astronomen George Van Biesbroeck am Yerkes-Observatorium in Wisconsin entdeckt wurde.
Der Asteroid wurde benannt nach der Gattung der Mimosen, Hülsenfruchtbäume, -sträucher und -kräuter tropischer und warmer Regionen mit meist doppelt gefiederten, oft stacheligen Blättern und kugelförmigen Köpfen aus kleinen weißen oder rosa Blüten.
(1079) Mimosa ist ein Mitglied der Koronis-Familie, einer Gruppe von Asteroiden, die durch Absplitterungen von (158) Koronis entstanden.

## Wissenschaftliche Auswertung
Photometrische Beobachtungen des Asteroiden wurde erstmals vom 3. bis 5. September 1983 am McDonald-Observatorium in Texas durchgeführt. Aus der aufgezeichneten Lichtkurve konnten für die Rotationsperiode mehrere mögliche Werte von 7,3 oder 10,95 oder 21,9 h in Betracht gezogen werden, die Daten wurden aber am besten als zu der kürzesten Periode passend gefunden. Nach neuen Beobachtungen vom 22. bis 24. November 2003 am Whitin Observatory in Massachusetts konnten die früher vermuteten Perioden aber bereits ausgeschlossen werden. Weitere Messungen vom 11. Januar bis 17. März 2005 führten schließlich in der Auswertung zu einer deutlich längeren Periode von 64,6 ± 0,5 h, die auch ein ganzzahliges Vielfaches der zuvor vermuteten Werte darstellt.
Aus archivierten Daten des Asteroid Terrestrial-impact Last Alert System (ATLAS) aus dem Zeitraum 2015 bis 2018 konnte in einer Untersuchung von 2020 mit der Methode der konvexen Inversion ein dreidimensionales Gestaltmodell für zwei alternative Positionen der Rotationsachse mit retrograder Rotation und eine Periode von 64,742 h bestimmt werden.
Photometrische Beobachtungen des Asteroiden von Oktober 2013 bis Juli 2021 an verschiedenen Observatorien, wie dem McDonald-Observatorium, dem Siding-Spring-Observatorium in Australien, dem MIT Wallace Astrophysical Observatory in Massachusetts sowie dem El Sauce Observatory in Chile unter zusätzlicher Verwendung einer älteren Lichtkurve vom November 1984 ermöglichten in einer Untersuchung von 2023 eine Bestimmung der Rotationsperiode zu 64,69 h. Darüber hinaus konnten für ein Gestaltmodell auch zwei alternative Positionen der Rotationsachse mit retrograder Rotation und eine Periode von 64,7283 h errechnet werden.
Aus archivierten Daten des Asteroid Terrestrial-impact Last Alert System (ATLAS) aus dem Zeitraum 2015 bis 2018 konnte in einer Untersuchung von 2022 mit der Methode der konvexen Inversion eine Rotationsperiode von 64,738 h bestimmt werden.

## Asteroidenpaar
(1079) Mimosa bildet mit dem Asteroiden (1100) Arnica ein quasi-complanares Asteroidenpaar. Sie besitzen sehr ähnliche Bahnelemente und bewegen sich nahezu in der gleichen Bahnebene, allerdings sind ihre Apsidenlinien deutlich gegeneinander verdreht. (1079) Mimosa besitzt eine geringfügig kürzere Umlaufzeit um die Sonne als (1100) Arnica, so dass sie diese etwa alle 385 Jahre überholt. Für einen Zeitraum von etwa 18 Jahren führen die beiden Asteroiden dann als Quasisatelliten eine Pendelbewegung umeinander aus, allerdings ohne gravitativ aneinander gebunden zu sein, bevor sie sich wieder voneinander entfernen. In den 1000 Jahren um die derzeitige Epoche herum kommen sich die beiden Körper aber nicht näher als 1 Mio. km.